# Эль-Ретен
Эль-Ретен (исп. El Retén) — город и муниципалитет на севере Колумбии, на территории департамента Магдалена.

## История
Поселение, из которого позднее вырос город, было основано в 1913 году. Муниципалитет Эль-Ретен был выделен в отдельную административную единицу в 1996 году.

## Географическое положение

МуниципалитетЭль-Ретен

Город расположен в северной части департамента, на правом берегу реки Фундасьон, на расстоянии приблизительно 66 километров к юго-юго-западу (SSW) от Санта-Марты, административного центра департамента Магдалена. Абсолютная высота — 27 метров над уровнем моря.

Муниципалитет Эль-Ретен граничит на севере с территорией муниципалитета Пуэбло-Вьехо, на западе — с муниципалитетом Ремолино, на юге — с муниципалитетом Пивихай, на юго-западе — с муниципалитетом Фундасьон, на западе — с муниципалитетом Аракатака. Площадь муниципалитета составляет 268 км².

## Население
По данным Национального административного департамента статистики Колумбии, совокупная численность населения города и муниципалитета в 2015 году составляла 20 981человека.
Динамика численности населения муниципалитета по годам:
| 2005   | 2006   | 2007   | 2008   | 2009   | 2010   | 2011   | 2012   | 2013   | 2014   | 2015   |
| ------ | ------ | ------ | ------ | ------ | ------ | ------ | ------ | ------ | ------ | ------ |
| 18 809 | 19 023 | 19 223 | 19 422 | 19 629 | 19 830 | 20 053 | 20 269 | 20 499 | 20 736 | 20 981 |

Согласно данным переписи 2005 года мужчины составляли 52,9 % от населения Эль-Ретена, женщины — соответственно 47,1 %. В расовом отношении белые и метисы составляли 61,9 % от населения города; негры, мулаты и райсальцы — 37,9 %, индейцы — 0,2 %.
Уровень грамотности среди всего населения составлял 80,5 %.

## Экономика
Основу экономики Эль-Ретена составляет сельскохозяйственное производство.

62,5 % от общего числа городских и муниципальных предприятий составляют предприятия торговой сферы, 27,3 % — предприятия сферы обслуживания, 9,5 % — промышленные предприятия, 0,7 % — предприятия иных отраслей экономики.